# Anna Zak

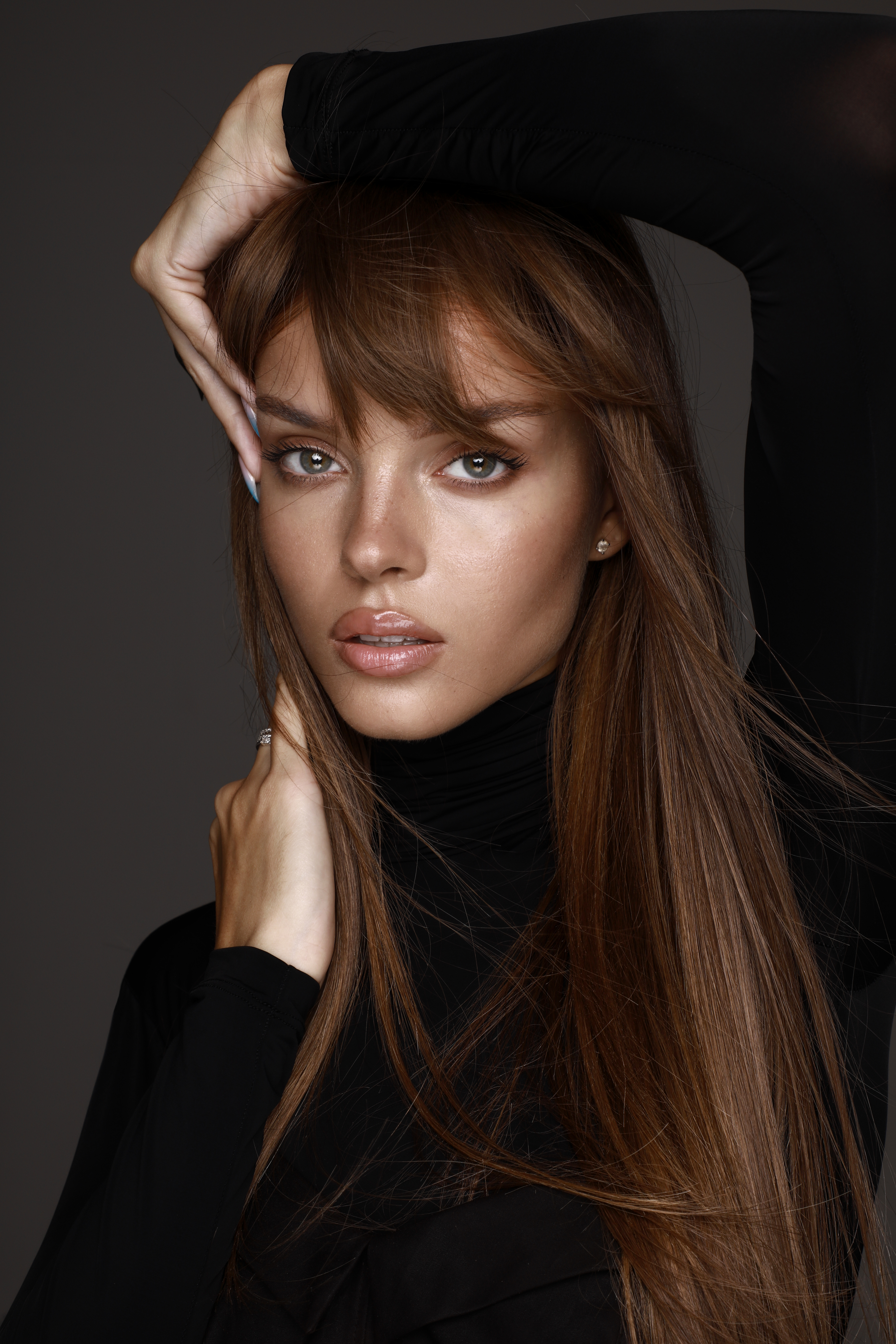
Anna Zak, 2023

Anna Zak (hebräisch אנה זק, eigentlich Anna Kuzenkova, hebräisch: אנה קוזנקוב, russisch: Анна Кузенкова; * 12. März 2001 in Sotschi) ist eine israelische Sängerin und Schauspielerin russischer Herkunft.

## Biografie
2010 wanderten ihre Eltern mit ihr nach Israel aus, wobei auch ihre Schwester und die Großeltern mitkamen. In Russland war sie in einer Mädchenband. Die Familie ließ sich in Ashdod nieder. Ihre Mutter betreute im israelischen Beilinson-Krankenhaus als Krankenschwester Frühgeburten. Später kehrte ihr Vater nach Russland zurück, wo er ein Immobilienunternehmen besitzt. Zak erlernte in kurzer Zeit die hebräische Sprache und besuchte in Israel eine High School in Ashdod. Ihren Nachnamen Zak wählte sie während dieser Zeit als Künstlernamen. 2018 erklärte Zak in einem Interview mit dem At Magazin, dass sie nicht über eine Konversion zum jüdischen Glauben nachgedacht habe (ihr Vater ist Jude, ihre Mutter eine ethnische Russin), sich aber sehr mit Israel und seiner Kultur verbunden fühle. Im März 2020 wurde sie für ihren obligatorischen Militärdienst in die israelischen Verteidigungsstreitkräfte eingezogen. Sie war dort zwei Jahre in der Abteilung für Rekrutierungsförderung und Digitalisierung tätig. Im Dezember 2023 begann sie eine Beziehung mit dem israelischen Sänger und Schauspieler Jonathan Mergui. Davor war sie mit dem israelischen Sänger Roee Sendler liiert.

## Karriere

### Als Model
Zak wurde 2016 von itmodels aus Tel Aviv als Model unter Vertrag genommen. Im Rahmen einer Jugendkampagne wurde sie neben dem israelischen Model Ruslana Rodina zum Gesicht von Scoop Shoes ausgewählt, ebenso für die globale Kampagne der Haarentfernungsmarke Veet. Ein Jahr später wurde sie zur Markenbotschafterin von Office Depot Israel im Rahmen der Back-to-School-Kampagne gewählt und zum Model der israelischen Accessoire-Kette Topten. Im selben Jahr brachte das israelische Parfümunternehmen Spring eine Parfümkollektion heraus, die ihren Namen trägt. Seitdem war sie als Moderatorin für Kampagnen verschiedener Unternehmen tätig und in Werbespots als Model für verschiedene Marken zu sehen, wie Adika Fashion, Yatvata Dairy oder Skin Girl.

### Als Sängerin

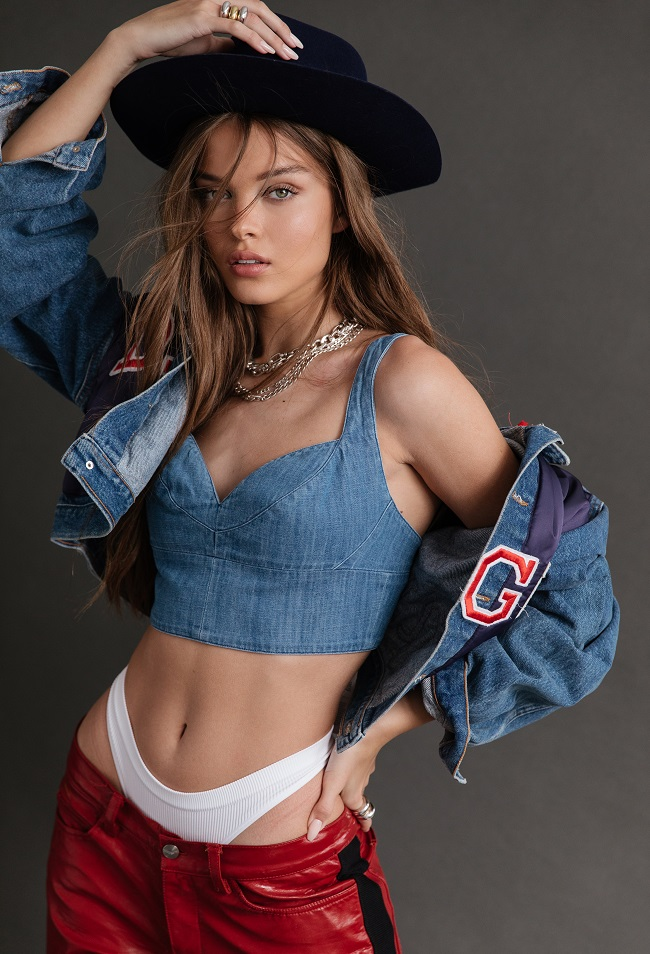
Anna Zak, 2021

2017 begann mit der Veröffentlichung ihrer Debütsingle Money Honey ihre Musikkarriere. Im selben Jahr gewann sie den ersten Platz beim ersten „Musical Championship Event“, das im Cinema City in Jerusalem stattfand. 2018 wurde Zak ausgewählt, den Titelsong der israelischen Jugendkomödie To the End – Jesta 2 zu singen, in der sie auch eine Minirolle übernahm. Im selben Jahr war sie in Zusammenarbeit mit dem US-amerikanischen Rapper Fat Joe Gast auf der Single Gravity des französischen Musikers Richard Orlinski. 2020 veröffentlichte sie das Lied Block. Es war ihr erstes Lied auf Hebräisch, mit einem ausländischen Namen.

„Bis heute habe ich Hebräisch in meine Musik integriert, aber ich habe noch nie ein ganzes Lied auf Hebräisch aufgenommen, sobald ich das Lied hörte, spürte ich, dass ich es liebte, mich damit verbunden fühlte und daran glaubte.“

Am 28. Juni 2020 veröffentlichte sie das Lied A Sign That We Are Exaggerating (in Zusammenarbeit mit dem Children’s Channel), um gegen Gewalt und Cyber-Mobbing zu kämpfen. 2021 veröffentlichte Zak ihre Debüt-EP Ratza Solo. 2022 veröffentlichte sie das Lied Lech Lishon, das mehrere Wochen auf Platz 1 der israelischen Musikcharts von Media Forest, Kaan Gimel und Galgalatz stand. In dem Musikvideo zu Lech Lishon isst Zak einen Hamburger und hat es eilig, die darin enthaltenen Kalorien zu verbrennen. Im Songtext geht es um die Frustration und Enttäuschung in einer Beziehung. Im selben Jahr veröffentlichte sie die Single Mi Zot, in die ihre echte Telefonnummer eingefügt wurde, sowie das Lied Rishon Be'Boker
mit Eden Ben Zaken und Nunu.
Ende 2023 veröffentlichte sie eine Live-Session mit fünf Songs. Im Mai 2024 veröffentlichten Zak und der israelische Sänger Kfir Tsafrir das Technolied Albabala. Mitte 2024 veröffentlichte sie ihre Single Veni Vidi Vici. Ursprünglich war die Veröffentlichung für den Winter 2023 geplant und das Lied sollte bei einem Festival aufgeführt werden. Aufgrund des Terrorangriffs der Hamas auf Israel im Jahr 2023 wurde das Festival jedoch abgesagt, weshalb Zak die Veröffentlichung verschob. Seit dem 7. Oktober 2023 stehen israelische Künstler, darunter Anna Zak, „vor der Herausforderung, den passenden Zeitpunkt für die Veröffentlichung eines fröhlichen Popsongs zu finden, ohne dass dieser im Widerspruch zur ernsten und turbulenten Realität steht“, wie es das At Magazin beschrieb.
Veni Vidi Vici erzählt von der Sehnsucht eines Mädchens nach Liebe. Im Zusammenhang der neu erschienen Single erläuterte Zak, „dass die Herausforderungen des vergangenen Jahres sie veranlasst hätten, eine längere Pause von der Veröffentlichung neuer Musik einzulegen. Während dieser Zeit habe sie sich verstärkt der Unterstützung und Hilfe für bedürftige Menschen gewidmet.“ Zak beschrieb, „dass Musik eine wichtige Rolle dabei spiele, Menschen in schwierigen Zeiten eine kurze Auszeit zu verschaffen. Sie hob hervor, dass es wichtig ist, eine Vielzahl von Musikstilen anzubieten, um unterschiedlichen Bedürfnissen gerecht zu werden.“

## Weitere Tätigkeiten

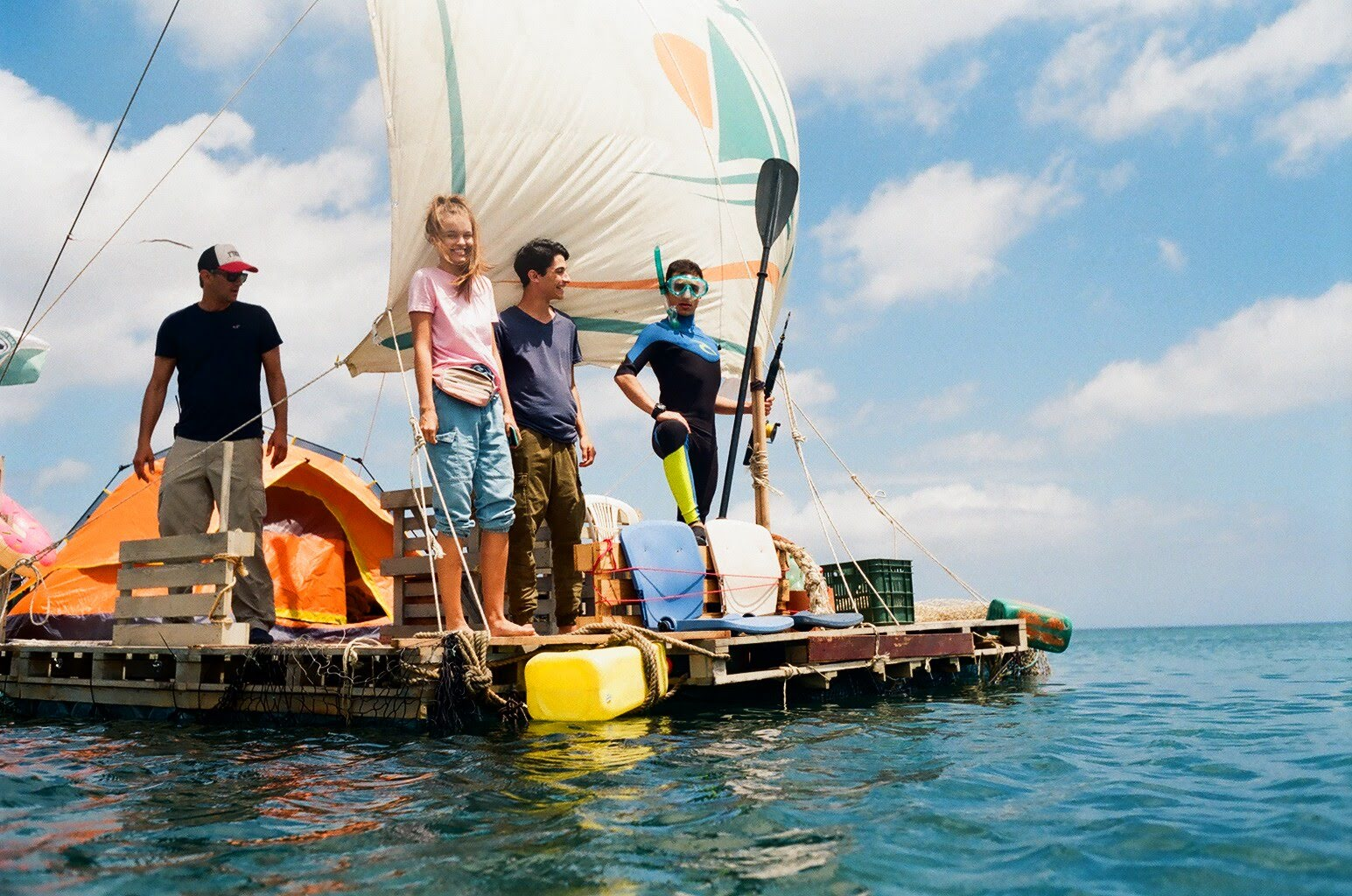
Zak am Set des Films Übers Meer, 2021

Zak zählt zu einer der einflussreichsten Israelis im Internet auf TikTok und Instagram. Bereits in der neunten Klasse verdiente sie mit ihrem Social-Media-Profil mindestens 10.000 NIS (ungefähr 2.300 Euro) pro Monat, ohne die Einnahmen aus ihren Sponsoring-Verträgen mitzuzählen. Im März 2017 war sie auf dem 1. Platz der Top-Instagram Accounts in Israel. Die beträchtliche Reichweite von Zak in den sozialen Netzwerken verdeutlicht ihren bedeutsamen Einfluss auf die digitale Kommunikationskultur und die Mechanismen der sozialen Interaktion. Ein Beispiel für ihren Einfluss ist ein Foto im Kostüm zum Purimfest, das über 52.000 Likes erhielt.
Ihr hohes Einkommen war in jungen Jahren teilweise umstritten. Im November 2019 machte Zak mit Fotos darauf aufmerksam, dass soziale Medien oft nicht die Realität darstellten. Stattdessen könnten sie eine verzerrte Version des Lebens zeigen und es sei wichtig, sich dessen bewusst zu sein.
Zak begann ihre filmische Karriere 2014 in der israelischen Kinder-Realityshow Habaniym v'Habanot (englische Übersetzung: The Boys And The Girls). 2020 kehrte sie als Moderatorin dorthin zurück. 2018 war sie zusammen mit Kim Or Azulay in der Sendung The Star of Kim and Anna auf dem israelischen Sender TeenNick zu sehen.
2020 spielte sie eine der Hauptrollen in dem israelischen Spielfilm Übers Meer (Originaltitel: HaRafsoda, internationaler Titel: The Raft), der 2020 beim Internationalen Filmfestival Schlingel die deutsche Erstaufführung hatte. Darin stellt sie die Teenagerin Sasha dar, die allein mit drei Jungs auf einem selbst gebauten Floß übers Meer nach Zypern segelt, nur weil sie dort ein Fußballspiel ihrer Lieblingsmannschaft Maccabi Haifa sehen wollen und nicht genügend Geld für Flugtickets übrig haben. Sasha schleicht sich an Bord und fährt mit, weil sie sich dadurch mehr Klickzahlen auf ihrem Social-Media-Account erhofft.
Im gleichen Jahr spielte sie in der Rolle der Shikma in der israelischen Fernsehserie Ziggy mit. Im selben Jahr begann sie die Realityshow The Boys And The Girls zu moderieren. Im September 2020 beteiligte sich Zak an einer Kampagne der Arbeitgeber und Unternehmen in Israel, um die Öffentlichkeit vom Tragen eines Mund-Nasen-Schutzes während der COVID-19-Pandemie in Israel zu überzeugen.
2020 war sie gemeinsam mit der Band Static & Ben El Tavori Markenbotschafterin von Urbanika. 2022 war sie als Gast in der 12. Staffel der israelischen Version von Big Brother zu sehen. Im selben Jahr nahm sie an der Fernsehsondersendung Tribute to Dana International Teil. Im Frühjahr 2023 nahm sie zusammen mit dem Model Yael Shelbia an einer YouTube-Serie mit dem Titel Screams teil, in der sie Achterbahnen in verschiedenen Parks auf der ganzen Welt rezensierte. Im Mai 2023 wurde die erste Folge der Serie Fly on Anna mit Zak in der Hauptrolle bei TeenNick ausgestrahlt.
2023 entwarf Zak eine Make-up-Kollektion in Zusammenarbeit mit der israelischen Kosmetikkette Sacara.  2024 startete Sacara eine gemeinsame Beauty-Kampagne mit ihr und der Israelischen Sängerin Netta Barzilai.

## Trivia
2017 vertrat Zak Israel in der internationalen Band Now United, die von dem britischen Produzenten Simon Fuller (Gründer der Spice Girls) ins Leben gerufen wurde. 2018 wurde jedoch bekannt, dass sie lediglich als eine der Moderatorinnen vorgesehen war und nicht mit ihnen auftreten würde. Das führte dazu, dass Zak sich entschloss, nicht zu ihnen zu stoßen.
Das Video zu ihrem Lied Beautiful Boys von der 2021 erschienenen EP Ratza Solo wurde wegen des provokativen Inhalts, insbesondere im Zusammenhang mit einer Gruppenvergewaltigung in Eilat, von Zaks PR-Büro als unangemessen empfunden und deshalb nicht veröffentlicht. Der Song selbst wurde jedoch veröffentlicht. In einem Teil des Clips, der den Medien zugänglich gemacht wurde, ist Zak in einer Badewanne zu sehen, umgeben von Männern, die sie untersuchen. In einer weiteren Szene liegt sie mit diesen Männern auf dem Boden. Das Album wurde stattdessen von animierten Clips begleitet, die in Zusammenarbeit mit Samsung Israel im Zuge einer Branding-Kampagne für das neue Smartphone-Modell produziert wurden, wobei Zak als Markenbotschafterin fungierte.

## Diskografie

### EP
| Jahr | Titel Übersetzung                                   | Anmerkungen                             |
| ---- | --------------------------------------------------- | --------------------------------------- |
| 2021 | רצה סולו („Ratza Solo“) Going Solo Allein unterwegs | Erstveröffentlichung: 3. Juli 2021      |
| 2023 | לייב סשן („Live Session“) Live Session              | Erstveröffentlichung: 27. Dezember 2023 |

### Singles
| Jahr | Titel Übersetzung                                                        | Anmerkungen                              |
| ---- | ------------------------------------------------------------------------ | ---------------------------------------- |
| 2017 | Money Honey Money Honey                                                  | Erstveröffentlichung: 23. August 2017    |
| 2017 | My Love My Love                                                          | Erstveröffentlichung: 24. Dezember 2017  |
| 2018 | Bang Bang Bang Bang                                                      | Erstveröffentlichung: 27. März 2018      |
| 2019 | Tik Tok Tik Tok                                                          | Erstveröffentlichung: 28. April 2019     |
| 2019 | הולה מאמאסיטה („Hola Mamacita“) Hola Mamacita                            | Erstveröffentlichung: 24. September 2019 |
| 2020 | בלוק („Block“) Block                                                     | Erstveröffentlichung: 2. Februar 2020    |
| 2021 | גבר בפוראבר („Gever Forever“) A man forever Ein Mann für immer           | Erstveröffentlichung: 15. Juni 2021      |
| 2021 | כל הבאז („Kol HaBuzz“) All The Buzz Der ganze Buzz                       | Erstveröffentlichung: 30. August 2021    |
| 2022 | לך לישון („Lech Lishon“) Go to Sleep Geh schlafen                        | Erstveröffentlichung: 2. Januar 2022     |
| 2022 | מי זאת („Mi Zot“) Who is that Wer ist das                                | Erstveröffentlichung: 22. Mai 2022       |
| 2023 | כולם מזיזים („Koolum Mazzizim“) Everybody's Moving Alle sind in Bewegung | Erstveröffentlichung: 24. September 2019 |
| 2024 | ויני וידי ויצ'י („Veni Vidi Vici“) Veni Vidi Vici                        | Erstveröffentlichung: 15. Juni 2024      |
| 2024 | עוד אחד („Od Echad“) Another Ein Anderer                                 | Erstveröffentlichung: 2. Juli 2024       |

### Kollaborationen
| Jahr | Titel Übersetzung                                                                                 | Anmerkungen |
| ---- | ------------------------------------------------------------------------------------------------- | --- |
| 2020 | קוביות („Kubiyot“) Cubes Würfel                                                                   | Erstveröffentlichung: 16. August 2020 mit Static and Ben El                                                     |
| 2020 | קטן עלינו („Katan Aleinu“) We Got This Wir haben das                                              | Erstveröffentlichung: 24. November 2020 Anna Zak performt in diesem Song als eine von 40 israelischen Musikern. |
| 2021 | אנה זק ודוד ד'אור („Shmor al HaOlam“) Save the World Rette die Welt                               | Erstveröffentlichung: 4. April 2021 mit David D’Or                                                              |
| 2021 | כל החברים שלך („Kol HaChaverim Shelcha“) All Your Friends Alle deine Freunde                      | Erstveröffentlichung: 15. April 2021 mit Dudu Faruk & Omer Erlichman                                            |
| 2021 | בוקר טוב עולם („Boker Tov Olam“) Good Morning World Guten Morgen Welt                             | Erstveröffentlichung: 1. Juni 2021 mit Doli & Penn, sowie Nasrin Kadri                                          |
| 2022 | מה נשאר לי ממך („Mah Nishar Li Mimkha“) What Do I Have Left of You? Was bleibt mir von dir übrig? | Erstveröffentlichung: 23. Oktober 2022 mit Aviv Geffen                                                          |
| 2022 | ראשון בבוקר („Rishon Be'Boker“) Sunday Morning Sonntag Morgen                                     | Erstveröffentlichung: 11. Dezember 2022 mit Eden Ben Zaken & Nunu                                               |
| 2023 | הודי („Hoodie“) Hoodie                                                                            | Erstveröffentlichung: 21. März 2023 mit Mergui                                                                  |
| 2023 | אולסטאר וגופיות („All Star v'Goofiot“) All-Star and Jerseys All-Star und Trikots                  | Erstveröffentlichung: 28. Mai 2023 mit Itay Galo                                                                |

## Filmografie
- 2014, 2020: Habaniym v'Habanot
- 2020: Übers Meer (HaRafsoda)
- 2020–2021: Ziggy (Fernsehserie)
- 2023: Screams (Webserie, mehrere Episoden)